# Nesillas aldabrana
Nesillas aldabrana là một loài chim trong họ Acrocephalidae.